# (4308) Magarach
(4308) Magarach ist ein Hauptgürtelasteroid, der am 9. August 1978 von Nikolai Stepanowitsch Tschernych vom Krim-Observatorium aus entdeckt wurde.
Der Asteroid wurde nach dem Wissenschaftlichen Forschungsinstitut für Weinbau und Weinherstellung „Magarach“ bei Jalta benannt.